# پالاوی ساب‌هاش
پالاوی ساب‌هاش (۹ ژوئن ۱۹۸۴) هنرپیشهٔ اهل هند است. او که پیش از آغاز حرفهٔ بازیگری در زمینهٔ مدلینگ فعال بود، کار خود را با حضور در نمایشنامه‌ها، فیلم‌ها و برنامه‌های تلویزیونی مراتی آغاز کرد و بعداً در برنامه‌های تلویزیونی هندی نیز ظاهر شد. او در فیلم‌های مختلف تلوگو، کانادا، مراتی و سینهالی نیز حضور داشته‌است.